# Péreuil
Péreuil – miejscowość i dawna gmina we Francji, w regionie Nowa Akwitania, w departamencie Charente. W dniu 1 stycznia 2016 roku z połączenia czterech ówczesnych gmin – Aubeville, Jurignac, Mainfonds oraz Péreuil – utworzono nową gminę Val des Vignes. W 2013 roku populacja Péreuil wynosiła 417 mieszkańców. 